# Black Killer
Pour plus de détails, voir Fiche technique et Distribution.
Black Killer est un film italien de Carlo Croccolo sorti en 1971.

## Synopsis
Les cinq frères O'Hara sèment la terreur dans la ville de Tombstone en rançonnant sans cesse les habitants. Après que les voyous ont tué les neuf derniers shérifs de la ville, le juge Wilson décide d'envoyer un justicier sur place pour mettre fin à ce massacre. Arrive alors James Webb, avocat à la cour, et le jeune pistolero Burt Collins. Tous deux deviennent les nouveaux shérifs. Gênés par sa présence, les cinq frères hors-la-loi donnent une bonne leçon à Webb. Ce dernier décide alors de se venger...

## Fiche technique
- Réalisation : Carlo Croccolo (sous le nom de « Lucky Moore »)
- Scénario et histoire : Luigi Angelo et Carlo Croccolo (sous le nom de « Charlie Foster »)
- Directeur de la photographie : Franco Villa
- Montage : Carlo Broglio et Luigi Castaldi
- Musique : Daniele Patucci
- Production : Oscar Santaniello
- Genre : Western spaghetti
- Pays :  Italie
- Durée : 93 minutes
- Dates de sortie :
  - Italie : 27 novembre 1971
  - France : 23 mai 1973

## Distribution
- Klaus Kinski (VF : René Bériard) : James Webb dit « Black Killer »
- Fred Robsahm (VF : Sady Rebbot) : Fred Collins
- Antonio Cantafora (VF : Michel Bedetti) : Ramon O'Hara
- Marina Mulligan : Sarah Collins
- Paul Craine (VF : Jean Violette) : Pedro O'Hara
- Tiziana Dini : Consuelo
- Ted Jones (VF : Edmond Bernard) : Miguel O'Hara
- Jerry Ross : Peter Collins
- Robert Danish : Ryan O'Hara
- Dick Foster : Slide O'Hara
- Carlo Croccolo : Fred, le shérif
- Dan May (VF : Teddy Bilis) : le juge Wilson

## Autour du film
Carlo Croccolo a emprunté deux pseudonymes  : Lucky Moore en tant que réalisateur et Charlie Foster en tant que scénariste.